# Esapekka Lappi
Esapekka Lappi (Pieksämäki, Finlandia, 17 de enero de 1991) es un piloto de automovilismo finlandés. Actualmente compite en el Campeonato Mundial de Rally con el Hyundai Shell Mobis WRT.

## Trayectoria
Lappi ganó las siete fechas del Campeonato de Finlandia de Rally 2012 con un Ford Fiesta, por lo que se coronó campeón. También resultó quinto en la clase Super 2000 en el Rally de Finlandia con un Ford Fiesta. A fines de temporada, venció en el Rally de Polonia con un Škoda Fabia oficial.
En 2013, el piloto corrió dos fechas del Campeonato Mundial de Rally-2 y tres del Campeonato Europeo de Rally con el equipo oficial Škoda, logrando victorias en el Rally de Portugal y el Rally de Valais, así como un segundo lugar en el Rally de San Remo. Por otra parte, logró tres victorias en el Campeonato Asia-Pacífico de Rally con un Škoda Fabia de MRF, por lo que resultó subcampeón por detrás de Gaurav Gill.
El finlandés se convirtió en piloto regular de Škoda en el Campeonato Europeo de Rally 2014. Ganó los rallyes de Letonia, Circuito de Irlanda y Valais, fue cuarto en el Acrópolis y quinto en Estonia, por lo que obtuvo el título ante Sepp Wiegand y Craig Breen.
Lappi fue contratado por el Toyota Gazoo Racing para conducir un Toyota Yaris WRC en el Campeonato Mundial de Rally 2017. En su segundo evento con el equipo, el Rally d'Italia 2017, ganó su primera etapa en el WRC, junto con otras cinco etapas más. Finalmente terminó cuarto.
En su cuarta participación en el WRC, en el rally de casa el Rally de Finlandia, Lappi logró su primera victoria en el WRC.

## Palmarés

### Títulos
| Año  | Título                    | Automóvil         |
| ---- | ------------------------- | ----------------- |
| 2014 | Campeón Europeo de Rally  | Škoda Fabia S2000 |
| 2016 | Campeón Mundial del WRC-2 | Škoda Fabia R5    |

### Victorias

#### Victorias en el WRC
| # | Rally                   | Temp. | Copiloto   | Auto                 |
| - | ----------------------- | ----- | ---------- | -------------------- |
| 1 | 67. Neste Rally Finland | 2017  | Janne Ferm | Toyota Yaris WRC     |
| 2 | 71st Rally Sweden       | 2024  | Janne Ferm | Hyundai i20 N Rally1 |

#### Victorias en el WRC-2
| # | Rally                             | Temp. | Copiloto   | Auto              |
| - | --------------------------------- | ----- | ---------- | ----------------- |
| 1 | 47.º Vodafone Rally de Portugal   | 2013  | Janne Ferm | Škoda Fabia S2000 |
| 2 | 72nd Lotos Rally Poland           | 2015  | Janne Ferm | Škoda Fabia R5    |
| 3 | 65º Neste Oil Rally Finland       | 2015  | Janne Ferm | Škoda Fabia R5    |
| 4 | 66. Neste Rally Finland           | 2016  | Janne Ferm | Škoda Fabia R5    |
| 5 | 34. ADAC Rallye Deutschland       | 2016  | Janne Ferm | Škoda Fabia R5    |
| 6 | 72. Dayinsure Wales Rally GB      | 2016  | Janne Ferm | Škoda Fabia R5    |
| 7 | 25. Kennards Hire Rally Australia | 2016  | Janne Ferm | Škoda Fabia R5    |
| 8 | Arctic Rally Finland              | 2021  | Janne Ferm | VW Polo GTI R5    |
| 9 | 54.º Vodafone Rally de Portugal   | 2021  | Janne Ferm | VW Polo GTI R5    |

#### Victorias en el ERC
| # | Rally                                      | Temp. | Copiloto   | Auto              |
| - | ------------------------------------------ | ----- | ---------- | ----------------- |
| 1 | 69th Rajd Polski                           | 2012  | Janne Ferm | Škoda Fabia S2000 |
| 2 | 54ème Rallye International du Valais       | 2013  | Janne Ferm | Škoda Fabia S2000 |
| 3 | 2. Rally Liepāja Ventspils                 | 2014  | Janne Ferm | Škoda Fabia S2000 |
| 4 | 72. Circuit of Ireland International Rally | 2014  | Janne Ferm | Škoda Fabia S2000 |
| 5 | 55ème Rallye International du Valais       | 2014  | Janne Ferm | Škoda Fabia S2000 |

## Resultados

### Resultados en el Campeonato Mundial de Rally
| Año  | Equipo                  | Coche                  | 1       | 2      | 3       | 4      | 5       | 6       | 7       | 8       | 9       | 10      | 11      | 12      | 13      | 14    | Pos. | Puntos |
| ---- | ----------------------- | ---------------------- | ------- | ------ | ------- | ------ | ------- | ------- | ------- | ------- | ------- | ------- | ------- | ------- | ------- | ----- | ---- | ------ |
| 2011 | Printsport              | Citroën C2 R2          | SWE     | MEX    | POR     | JOR    | ITA     | ARG     | GRE     | FIN 32  | DEU     | AUS     | FRA     | ESP     | GBR     |       | -    | 0      |
| 2012 | Printsport              | Ford Fiesta S2000      | MON     | SWE    | MEX     | POR    | ARG     | GRE     | NZL     | FIN 25  |         |         |         |         |         |       | -    | 0      |
| 2012 | Esapekka Lappi          | Citroën C2 R2          |         |        |         |        |         |         |         |         | GER Ret | GBR     | FRA     | ITA     | ESP     |       | -    | 0      |
| 2013 | Škoda Motorsport        | Škoda Fabia S2000      | MON Ret | SWE    | MEX     | POR 10 | ARG     | GRE     | ITA     |         |         |         |         |         |         |       | 30.º | 1      |
| 2013 | Esapekka Lappi          | Škoda Fabia S2000      |         |        |         |        |         |         |         | FIN 31  | DEU     | AUS     | FRA     | ESP     | GBR     |       | 30.º | 1      |
| 2015 | Škoda Motorsport        | Škoda Fabia R5         | MON     | SWE    | MEX     | ARG    | POR 12  | ITA 17  | POL 12  | FIN 8   | GER 42  | AUS     | FRA 14  | ESP Ret | GBR     |       | 20º  | 4      |
| 2016 | Esapekka Lappi          | Škoda Fabia R5         | MON 9   |        |         |        |         |         |         |         |         |         |         |         |         |       | 12º  | 16     |
| 2016 | Škoda Motorsport        | Škoda Fabia R5         |         | SWE 12 | MEX     | ARG    | POR     | ITA 21  | POL 14  | FIN 8   | GER 7   | CHN C   | FRA     | ESP     | GBR 11  | AUS 8 | 12º  | 16     |
| 2017 | Toyota Gazoo Racing WRT | Toyota Yaris WRC       | MON     | SWE    | MEX     | FRA    | ARG     | POR 10  | ITA 4   | POL Ret | FIN 1   | GER 21  | ESP Ret | GBR 9   | AUS 6   |       | 11º  | 62     |
| 2018 | Toyota Gazoo Racing WRT | Toyota Yaris WRC       | MON 7   | SWE 4  | MEX 11  | FRA 6  | ARG 8   | POR 5   | ITA 3   | FIN Ret | GER 3   | TUR Ret | GBR 3   | ESP 7   | AUS 4   |       | 5º   | 126    |
| 2019 | Citroën Total WRT       | Citroën C3 WRC         | MON Ret | SWE 2  | MEX 13  | FRA 7  | ARG Ret | CHL 6   | POR Ret | ITA 7   | FIN 2   | GER 8   | TUR 2   | GBR 27  | ESP Ret | AUS C | 10º  | 83     |
| 2020 | M-Sport Ford WRT        | Ford Fiesta WRC        | MON 4   | SWE 5  | MEX Ret | EST 7  | TUR 6   | ITA Ret | MNZ 4   |         |         |         |         |         |         |       | 6º   | 52     |
| 2021 | SC Movisport            | VW Polo GTI R5         | MON     | ART 10 | CRO     | POR 7  | ITA     | SAF     | EST     | BEL     | GRE     |         | ESP     | MNZ     |         |       | 11.º | 22     |
| 2021 | RTE-Motorsport          | Toyota Yaris WRC       |         |        |         |        |         |         |         |         |         | FIN 4   |         |         |         |       | 11.º | 22     |
| 2022 | Toyota Gazoo Racing WRT | Toyota GR Yaris Rally1 | MON     | SWE 3  | CRO 49  | POR    | ITA 44  | SAF     | EST 6   | FIN 3   | BEL 3   | GRE 22  | NZL     | ESP     | JPN     |       | 9º   | 58     |
| 2023 | Hyundai Shell Mobis WRT | Hyundai i20 N Rally1   | MON 8   | SWE 7  | MEX Ret | CRO 3  | POR 3   | ITA 2   | SAF 12  | EST 3   | FIN Ret | GRE 5   | CHL Ret | EUR Ret | JPN 4   |       | 6º   | 113    |
| 2024 | Hyundai Shell Mobis WRT | Hyundai i20 N Rally1   | MON     | SWE 1  | SAF 12  | CRO    | POR     | ITA     | POL     | LAT Ret | FIN 43  | GRE     | CHL     | EUR     | JPN     |       | 8.º  | 33     |

### Resultados en el SWRC
| Año  | Equipo     | Coche             | 1   | 2   | 3   | 4   | 5     | 6   | 7   | 8   | Pos. | Puntos |
| ---- | ---------- | ----------------- | --- | --- | --- | --- | ----- | --- | --- | --- | ---- | ------ |
| 2012 | Printsport | Ford Fiesta S2000 | MON | SWE | POR | NZL | FIN 5 | GBR | FRA | ESP | 12º  | 10     |

### Resultados en el WRC 2
| Año  | Equipo           | Coche             | 1       | 2     | 3   | 4     | 5     | 6     | 7     | 8      | 9      | 10    | 11    | 12      | 13    | 14    | Pos. | Pts |
| ---- | ---------------- | ----------------- | ------- | ----- | --- | ----- | ----- | ----- | ----- | ------ | ------ | ----- | ----- | ------- | ----- | ----- | ---- | --- |
| 2013 | Škoda Motorsport | Škoda Fabia S2000 | MON Ret | SWE   | MEX | POR 1 | ARG   | GRE   | ITA   |        |        |       |       |         |       |       | 16º  | 25  |
| 2013 | Esapekka Lappi   | Škoda Fabia S2000 |         |       |     |       |       |       |       | FIN 11 | DEU    | AUS   | FRA   | ESP     | GBR   |       | 16º  | 25  |
| 2015 | Škoda Motorsport | Škoda Fabia R5    | MON     | SWE   | MEX | ARG   | POR 2 | ITA 9 | POL 1 | FIN 1  | GER 13 | AUS   | FRA 2 | ESP Ret | GBR   |       | 3º   | 88  |
| 2016 | Škoda Motorsport | Škoda Fabia R5    | MON     | SWE 3 | MEX | ARG   | POR   | ITA 9 | POL 3 | FIN 1  | GER 1  | CHN C | FRA   | ESP     | GBR 1 | AUS 1 | 1º   | 132 |
| 2021 | SC Movisport     | VW Polo GTI R5    | MON     | ART 1 | CRO | POR 1 | ITA   | SAF   | EST   | BEL    | GRE    | FIN   | ESP   | MNZ     |       |       | 7.º  | 59  |

### Resultados en el Campeonato de Europa de Rally
| Año  | Equipo           | Coche             | 1   | 2     | 3     | 4     | 5   | 6       | 7     | 8       | 9   | 10    | 11      | 12    | Pos. | Puntos |
| ---- | ---------------- | ----------------- | --- | ----- | ----- | ----- | --- | ------- | ----- | ------- | --- | ----- | ------- | ----- | ---- | ------ |
| 2012 | Škoda Motorsport | Škoda Fabia S2000 | AUT | ITA   | CRO   | BUL   | BEL | TUR     | POR   | CZE     | ESP | POL 1 | SUI     |       | NC   | 39     |
| 2013 | Škoda Motorsport | Škoda Fabia S2000 | AUT | LIE   | CAN   | AZO   | COR | YPR     | RUM   | BCZ Ret | POL | CRO   | SAN 2   | VAL 1 | 5º   | 64     |
| 2014 | Škoda Motorsport | Škoda Fabia S2000 | JAN | LIE 1 | GRE 4 | IRL 1 | AZO | YPR Ret | EST 5 | ZLI Ret | CHI | VAL 1 | COR Ret |       | 1º   | 162    |

| Predecesor: Nasser Al-Attiyah | Campeón del WRC-2 2016 | Sucesor: Pontus Tidemand      |
| Predecesor: Jan Kopecký       | Campeón del ERC 2014   | Sucesor: Kajetan Kajetanowicz |